# Jelka Stanič
Jelka Stanič, slovenska violinistka, * 1. marec 1928, Novo mesto, † 2011, Saarbrucken.
Jelka Stanič je bila ena najvidnejših slovenskih violinistk ob polovici 20. stoletja. Violine se je sprva učila pri očetu, Franu Staniču, študirala je na glasbenem konservatoriju v Ljubljani, kjer je leta 1945 v razredu Jana Šlaisa diplomirala. Izpopolnjevala pa se je pri Vaclavu Humlu na Akademiji za glasbo v Zagrebu, pri Ernestu Morawcu v Salzburgu in pri Henryku Szeryngu (Nica, Pariz).
Debitirala je leta 1946 s koncertom v Slovenski filharmoniji, kjer je s Tržaško filharmonijo krstno izvedla 2. violinski koncert Lucijana Marije Škerjanca. Leta 1955 se je proslavila tudi s koncertno turnejo po Nemčiji s pianistom Marijanom Lipovškom. Do leta 1956 je igrala v orkestru ljubljanske Opere, do 1967 je bila članica Ansambla Zagrebških solistov, sicer pa je profesionalno delovala kot koncertni mojster in solist-koncertant v Sloveniji in kasneje v Nemčiji. Nazadnje je delovala v radijskem orkesteru v Saarbrücknu. Krstno je izvedla več del slovenskih skladateljev.
Njen prvi mož je bil slovenski skladatelj Uroš Krek, kasneje pa se je poročila z italijanskim violončelistom in dirigentom Antoniom Janigrom. 